# Valenzuela (insecte)
Pour les articles homonymes, voir Valenzuela.
Genre
Valenzuela est un genre d'insectes de l'ordre des psocoptères, de la famille des Caeciliusidae, de la sous-famille des Caeciliusinae et de la tribu des Coryphacini.
Le genre compte plus de 300 espèces, dont 6 sont connues à l'état de fossiles (Valenzuela debilis, Valenzuela klebsi, Valenzuela proavus, Valenzuela prometheus, Valenzuela scenepipedus et Valenzuela sucinicaptus).

## Espèces
- Valenzuela abiectus (Costa, 1885)
- Valenzuela adrianae (Mockford, 1991)
- Valenzuela albiceps (Pearman, J. V., 1934)
- Valenzuela albimaculatus (Badonnel, 1967)
- Valenzuela albipes (Thornton, 1984)
- Valenzuela albofasciatus (Mockford, 1991)
- Valenzuela albomarginatus (Enderlein, 1910)
- Valenzuela albus (Badonnel, 1987)
- Valenzuela alcinus (Banks, N., 1941)
- Valenzuela alticola (Vaughan, Thornton & New, 1991)
- Valenzuela ambiguus (Pearman, J. V., 1932)
- Valenzuela amicus (Kolbe, 1885)
- Valenzuela andeanus (New & Thornton, 1975)
- Valenzuela andinus (Cole, New & Thornton, 1989)
- Valenzuela angustiplumalus (Li, Fasheng, 1995)
- Valenzuela ankaratrensis (Badonnel, 1967)
- Valenzuela annulicornis (Enderlein, 1903)
- Valenzuela anomalus (Badonnel, 1959)
- Valenzuela apicatus (Thornton, S. S. Lee & Chui, 1972)
- Valenzuela aridus (Hagen, 1858)
- Valenzuela astovensis (New, 1977)
- Valenzuela atricornis (McLachlan, 1869)
- Valenzuela badiostigma (Okamoto, 1910)
- Valenzuela baishanzuicus (Li, Fasheng, 1995)
- Valenzuela baliensis (Thornton, 1984)
- Valenzuela bambusae (Soehardjan & Hamann, 1959)
- Valenzuela bataviensis (Enderlein, 1926)
- Valenzuela bengalensis (Badonnel, 1981)
- Valenzuela bermudensis (Mockford, 1989)
- Valenzuela bicolorinervus (Li, Fasheng, 1993)
- Valenzuela bicoloripes (Badonnel, 1969)
- Valenzuela bicolorus (Li, Fasheng, 1993)
- Valenzuela bifoliolatus (Li, Fasheng, 1993)
- Valenzuela biminiensis (Mockford, 1969)
- Valenzuela boggianii (Ribaga, 1908)
- Valenzuela bombensis (Baz, 1990)
- Valenzuela boreus (Mockford, 1965)
- Valenzuela borneensis (Karny, H. H., 1925)
- Valenzuela brunneimaculatus (Li, Fasheng, 1993)
- Valenzuela brunneoflavus (Badonnel, 1935)
- Valenzuela brunneonitens (Pearman, J. V., 1932)
- Valenzuela burmeisteri (Brauer, 1876)
- Valenzuela cabrerai (Navas, 1920)
- Valenzuela caligonoides (Mockford, 1969)
- Valenzuela caligonus (Banks, N., 1941)
- Valenzuela caloclypeus (Mockford and Gurney, 1956)
- Valenzuela canei (Williner, 1944)
- Valenzuela capelli (Navás, 1914)
- Valenzuela caribensis (Mockford, 1969)
- Valenzuela carneangularis (Li, Fasheng, 1997)
- Valenzuela carrilloi (New & Thornton, 1981)
- Valenzuela castellus (Banks, N., 1916)
- Valenzuela chilozonus (Li, Fasheng, 1995)
- Valenzuela chrysopterus (Li, Fasheng, 1997)
- Valenzuela cinalus (New & Thornton, 1975)
- Valenzuela cincticornis (Banks, N., 1920)
- Valenzuela citrinus (Li, Fasheng, 1995)
- Valenzuela claripennis (Mockford, 1991)
- Valenzuela claristigma (New & Thornton, 1975)
- Valenzuela clarivenus (Vaughan, Thornton & New, 1991)
- Valenzuela clayae (New & Thornton, 1975)
- Valenzuela coei (New, 1973)
- Valenzuela collarti (Badonnel, 1946)
- Valenzuela columbianus (Badonnel, 1986)
- Valenzuela complexus (Turner, B. D., 1975)
- Valenzuela confluens (Walsh, 1863)
- Valenzuela conspicuus (Banks, N., 1937)
- Valenzuela cornutus (Navás, 1915)
- Valenzuela corsicus (Kolbe, 1882)
- Valenzuela croesus (Chapman, 1930)
- Valenzuela cuboideus (Li, Fasheng, 1995)
- Valenzuela cuspidatus (Li, Fasheng, 1997)
- Valenzuela cyrtospilus (Li, Fasheng, 1999)
- Valenzuela dayongicus (Li, Fasheng, 1992)
- Valenzuela debilis (Pictet-Baraban & Hagen, 1856)
- Valenzuela deceptor (Banks, N., 1920)
- Valenzuela delamarei (Badonnel, 1949)
- Valenzuela delicatulus (Li, Fasheng, 1992)
- Valenzuela descolei (Williner, 1944)
- Valenzuela despaxi (Badonnel, 1936)
- Valenzuela dicornis (Li, Fasheng, 1997)
- Valenzuela dificilis (Mockford, 1969)
- Valenzuela dinghuensis (New, 1991)
- Valenzuela diploideus (Li, Fasheng, 1999)
- Valenzuela distinctus (Mockford, 1966)
- Valenzuela dives (Navas, 1927)
- Valenzuela dolichostigmus (Li, Fasheng, 1992)
- Valenzuela dubius (Badonnel, 1946)
- Valenzuela eastopi (New & Thornton, 1975)
- Valenzuela elegans (Mockford, 1969)
- Valenzuela elegantoides (Mockford, 1969)
- Valenzuela equivocatus (Mockford, 1969)
- Valenzuela erythrostigma (Li, Fasheng, 1993)
- Valenzuela erythrostigmus Li, Fasheng, 2002
- Valenzuela erythrozonalis (Li, Fasheng, 1993)
- Valenzuela estriatus (Li, Fasheng, 1997)
- Valenzuela excavatus (Li, Fasheng, 1993)
- Valenzuela farrelli (Cole, New & Thornton, 1989)
- Valenzuela fasciatus (Enderlein, 1906)
- Valenzuela fasciipennis (Mockford, 1969)
- Valenzuela flavibrunneus (Mockford, 1969)
- Valenzuela flavidorsalis (Okamoto, 1910)
- Valenzuela flavidus (Stephens, 1836)
- Valenzuela flavipennis (Costa, 1885)
- Valenzuela flavistigma (Tillyard, 1923)
- Valenzuela flavus (Smithers, Courtenay, 1969)
- Valenzuela florinaevus (Li, Fasheng, 1999)
- Valenzuela foramilulosus (Li, Fasheng, 1995)
- Valenzuela fortis (Li, Fasheng, 1995)
- Valenzuela fortunatus (Enderlein, 1929)
- Valenzuela fraternus (Banks, N., 1937)
- Valenzuela fuligineneurus (Li, Fasheng, 1997)
- Valenzuela furculatus (Navás, 1934)
- Valenzuela fuscipennis (Thornton, S. S. Lee & Chui, 1972)
- Valenzuela fuscolineus (Turner, B. D. & Cheke, 1983)
- Valenzuela fusicangularis (Li, Fasheng, 1995)
- Valenzuela gelaberti (Navás, 1914)
- Valenzuela gemmatus (Mockford, 1991)
- Valenzuela ghesquierei (Badonnel, 1946)
- Valenzuela gonostigma (Enderlein, 1906)
- Valenzuela gracilentus (Li, Fasheng, 1997)
- Valenzuela gracilis (Okamoto, 1910)
- Valenzuela graminis (Mockford, 1966)
- Valenzuela grandivalvus (Li, Fasheng, 1999)
- Valenzuela granulosus (Badonnel, 1967)
- Valenzuela gutianshanicus (Li, Fasheng, 1995)
- Valenzuela gynapterus (Tetens, 1891)
- Valenzuela hainanensis (New, 1991)
- Valenzuela hemipsocoides (Badonnel, 1935)
- Valenzuela heptimacularus (Li, Fasheng, 1999)
- Valenzuela himalayanus (Enderlein, 1903)
- Valenzuela hivesi (Cole, New & Thornton, 1989)
- Valenzuela huangi (Li, Fasheng, 1999)
- Valenzuela hubeiensis (Li, Fasheng, 1997)
- Valenzuela hyperboreus (Mockford, 1965)
- Valenzuela ilamensis (New, 1983)
- Valenzuela imbecillus (McLachlan, 1866)
- Valenzuela imitator (Badonnel, 1969)
- Valenzuela impressus (Hagen, 1859)
- Valenzuela incoloratus (Mockford, 1969)
- Valenzuela incurviusculus (Li, Fasheng, 1995)
- Valenzuela indicator (Mockford, 1969)
- Valenzuela indicus (Navás, 1934)
- Valenzuela inornatus (Mockford, 1996)
- Valenzuela inquinatus (Enderlein, 1902)
- Valenzuela insidiosus (Badonnel, 1967)
- Valenzuela isochasialis (Li, Fasheng, 1995)
- Valenzuela itremoensis (Badonnel, 1976)
- Valenzuela jamaicensis (Banks, N., 1938)
- Valenzuela javanus (Enderlein, 1907)
- Valenzuela juniperorum (Mockford, 1969)
- Valenzuela kamakurensis (Okamoto, 1910)
- Valenzuela kamatembanus (Badonnel, 1959)
- Valenzuela kansuensis (Enderlein, 1934)
- Valenzuela klebsi (Enderlein, 1911)
- Valenzuela kraussi (Thornton, S. S. Lee & Chui, 1972)
- Valenzuela kunashirensis Mockford, 2003
- Valenzuela labinae Lienhard, 2006
- Valenzuela labratus (Navás, 1934)
- Valenzuela labrostylus Lienhard, 2002
- Valenzuela lachloosae  b
- Valenzuela lemniscellus (Enderlein, 1907)
- Valenzuela leuroceps (Thornton, S. S. Lee & Chui, 1972)
- Valenzuela lochloosae (Mockford, 1965)
- Valenzuela longistylus (Badonnel, 1935)
- Valenzuela longulus (Navás, 1932)
- Valenzuela luachimensis (Badonnel, 1955)
- Valenzuela luridus (Enderlein, 1903)
- Valenzuela luteovenosus (Okamoto, 1910)
- Valenzuela machadoi (Badonnel, 1955)
- Valenzuela macromelaus (Li, Fasheng, 1993)
- Valenzuela maculistigma (Enderlein, 1903)
- Valenzuela magnioculus (Li, Fasheng, 1991)
- Valenzuela manteri (Sommerman, 1943)[2]
- Valenzuela manteri (Sommerman, 1943)
- Valenzuela marginalis (Badonnel, 1955)
- Valenzuela marginatus (Thornton, S. S. Lee & Chui, 1972)
- Valenzuela marginilacutus (Li, Fasheng, 1999)
- Valenzuela maritimus (Mockford, 1965)
- Valenzuela mclareni (Cole, New & Thornton, 1989)
- Valenzuela medialunatus (Vaughan, Thornton & New, 1991)
- Valenzuela medimacularis (Li, Fasheng, 1997)
- Valenzuela megalocystis (Li, Fasheng, 1995)
- Valenzuela megalodichotomus (Li, Fasheng, 1997)
- Valenzuela melanocnemis (Enderlein, 1907)
- Valenzuela metasequoiae (Li, Fasheng, 1997)
- Valenzuela mexcalensis (Mockford, 1965)
- Valenzuela mexicanus (Enderlein, 1909)
- Valenzuela micanopi (Mockford, 1965)
- Valenzuela micans (New & Thornton, 1975)
- Valenzuela microcystus (Li, Fasheng, 1995)
- Valenzuela milloti (Badonnel, 1967)
- Valenzuela minutoculus (Li, Fasheng, 1991)
- Valenzuela miocensis (Baz, 1990)
- Valenzuela mjoebergi (Karny, H. H., 1925)
- Valenzuela mockfordi (Turner, B. D., 1975)
- Valenzuela mueggenbergi (Enderlein, 1903)
- Valenzuela mueggenburgi (Enderlein, 1903)
- Valenzuela multimaculatus (Li, Fasheng, 1991)
- Valenzuela myrmicaformis (Turner, B. D., 1975)
- Valenzuela nadleri (Mockford, 1966)
- Valenzuela nebuloides Mockford, 2000
- Valenzuela nebulomaculatus Mockford, 2000
- Valenzuela nebulosoides Mockford, 2000
- Valenzuela nebulosus (Navás, 1909)
- Valenzuela nigricornis (Okamoto, 1910)
- Valenzuela nigritibia (Yoshizawa, 1997)
- Valenzuela nigroticta (Williner, 1945)
- Valenzuela obliquus (Li, Fasheng, 1992)
- Valenzuela obscuripennis (Mockford, 1991)
- Valenzuela obscurus (Pearman, J. V., 1932)
- Valenzuela ochroleucus (Li, Fasheng, 1993)
- Valenzuela oculatus (Kolbe, 1884)
- Valenzuela okamotoi (Banks, N., 1937)
- Valenzuela olitorius (Banks, N., 1941)
- Valenzuela oyamai (Enderlein, 1906)
- Valenzuela pakistanensis (Badonnel, 1981)
- Valenzuela pallidobrunneus (Mockford, 1969)
- Valenzuela paradistinctus (New & Thornton, 1975)
- Valenzuela paraguayensis (Enderlein, 1910)
- Valenzuela paramonus (Badonnel, 1986)
- Valenzuela parbatensis (New, 1983)
- Valenzuela patellaris (Li, Fasheng, 1992)
- Valenzuela pauliani (Badonnel, 1967)
- Valenzuela pectinatus (Badonnel, 1955)
- Valenzuela pelmus (New & Thornton, 1976)
- Valenzuela perplexus (Chapman, 1930)
- Valenzuela peyrierasi (Badonnel, 1976)
- Valenzuela phaeocephalus (Li, Fasheng, 1995)
- Valenzuela phaeopterellus Mockford, 2003
- Valenzuela phaeopterus (Li, Fasheng, 1997)
- Valenzuela phaeozanalis (Li, Fasheng, 1995)
- Valenzuela piceus (Kolbe, 1882)
- Valenzuela pinicola (Banks, 1903)
- Valenzuela plagioerythrinus (Li, Fasheng, 1993)
- Valenzuela platytaenius (Li, Fasheng, 1995)
- Valenzuela podacromelas (Enderlein, 1908)
- Valenzuela podacrophaeus (Enderlein, 1909)
- Valenzuela posticoides (Mockford, 1991)
- Valenzuela posticus (Banks, 1914)
- Valenzuela proavus (Pictet-Baraban & Hagen, 1856)
- Valenzuela prometheus (Enderlein, 1911)
- Valenzuela protritus (Enderlein, 1931)
- Valenzuela pseudanalis (Thornton, S. S. Lee & Chui, 1972)
- Valenzuela pteridii (Smithers, Courtenay, 1977)
- Valenzuela pubes (Enderlein, 1903)
- Valenzuela pugioniformis (Li, Fasheng, 1995)
- Valenzuela pulchellus (Mockford, 1974)
- Valenzuela purpureus (Li, Fasheng, 1993)
- Valenzuela pycnacanthus (Li, Fasheng, 1997)
- Valenzuela quadrimaculatus (Li, Fasheng, 1993)
- Valenzuela quaternatus (Li, Fasheng, 1993)
- Valenzuela quinarius (Li, Fasheng, 1993)
- Valenzuela rodriguezi (Williner, 1944)
- Valenzuela roseus (New, 1971)
- Valenzuela rosor (Navás, 1930)
- Valenzuela rubinii (Vaughan, Thornton & New, 1991)
- Valenzuela rubiventer (Thornton, 1984)
- Valenzuela sanchezlabradori (Williner, 1949)
- Valenzuela scenepipedus (Enderlein, 1911)
- Valenzuela scriptus (Enderlein, 1906)
- Valenzuela serpentinus (Enderlein, 1926)
- Valenzuela shixingensis (Li, Fasheng, 1993)
- Valenzuela signatipennis (Enderlein, 1907)
- Valenzuela similipennis (Badonnel, 1967)
- Valenzuela similis (Badonnel, 1949)
- Valenzuela simplex (Navás, 1930)
- Valenzuela singularis (Smithers, Courtenay, 1995)
- Valenzuela sinuofasciatus (Badonnel, 1935)
- Valenzuela soleili (Badonnel, 1946)
- Valenzuela spiloerythrinus (Li, Fasheng, 1993)
- Valenzuela spissicornis (Badonnel, 1943)
- Valenzuela stenopterus (Li, Fasheng, 1993)
- Valenzuela stigmatus (Okamoto, 1910)
- Valenzuela striolatus (Li, Fasheng, 1995)
- Valenzuela stuckenbergi (Badonnel, 1967)
- Valenzuela subelegans (Mockford, 1969)
- Valenzuela subflavus (Aaron, 1886)
- Valenzuela sublineatus Mockford, 2000
- Valenzuela subnebulosus Mockford, 2000
- Valenzuela subundulatus (Li, Fasheng, 1995)
- Valenzuela sucinicaptus (Enderlein, 1911)
- Valenzuela suffusus (Navás, 1931)
- Valenzuela sulciformis (Li, Fasheng, 1992)
- Valenzuela tamiami (Mockford, 1965)
- Valenzuela thiemei (Enderlein, 1903)
- Valenzuela totonacus (Mockford, 1966)
- Valenzuela traceus (Thornton, 1984)
- Valenzuela trifolius (Li, Fasheng, 1999)
- Valenzuela trigonostigma (Enderlein, 1907)
- Valenzuela trigonus (Li, Fasheng, 1997)
- Valenzuela trimaculatus (Li, Fasheng, 1992)
- Valenzuela trukensis (Thornton, S. S. Lee & Chui, 1972)
- Valenzuela tuberculatus (New & Thornton, 1975)
- Valenzuela umbratus (Navas, 1922)
- Valenzuela umbripennis (Navás, 1932)
- Valenzuela vau (Enderlein, 1931)
- Valenzuela velectus (Thornton, 1984)
- Valenzuela veracruzensis (Mockford, 1969)
- Valenzuela villiersi (Badonnel, 1943)
- Valenzuela virgatus (Broadhead & Alison Richards, 1982)
- Valenzuela vitellinus (Li, Fasheng, 1993)
- Valenzuela vittidorsum (Enderlein, 1907)
- Valenzuela wolffhuegelianus (Enderlein, 1906)
- Valenzuela wui (Li, Fasheng, 1995)
- Valenzuela wuxiaensis (Li, Fasheng, 1997)
- Valenzuela wuyishanicus (Li, Fasheng, 1999)
- Valenzuela zhejiangicus (Li, Fasheng, 1995)